# Bando de los alcaldes de Móstoles

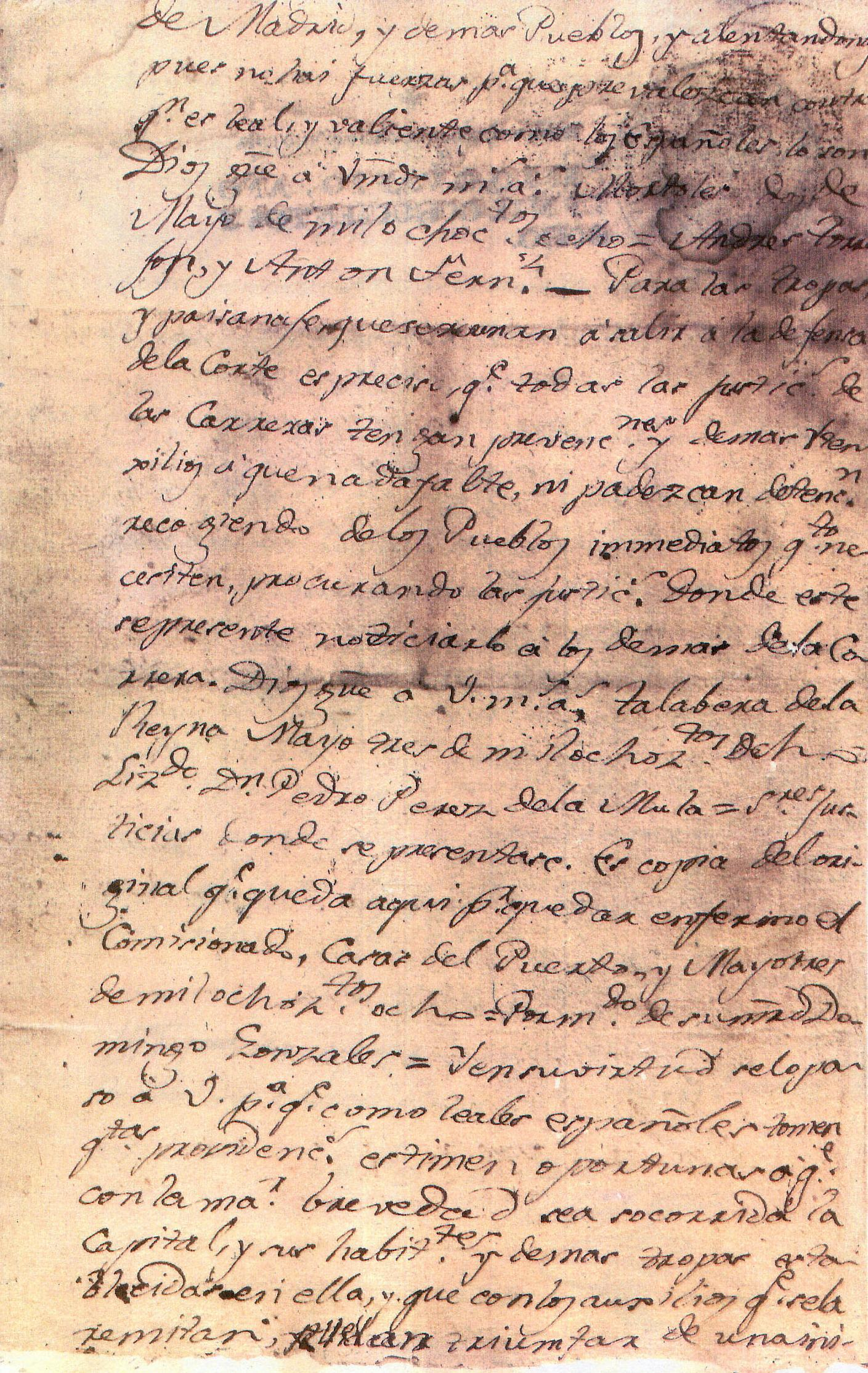
Copia del bando de los alcaldes de Móstoles.

También denominado históricamente como Bando de Independencia, el bando fue firmado por los dos alcaldes de Móstoles, Andrés Torrejón y Simón Hernández, el 2 de mayo de 1808, con motivo del levantamiento ese mismo día del pueblo de Madrid contra las tropas francesas acantonadas en la ciudad.

## Introducción y antecedentes
Los sucesos del 2 de mayo de 1808 se enmarcan en el comienzo de la Guerra de la Independencia. En 1796 Francia y España habían pactado una alianza, después de años de guerra; en 1807 ambas naciones acordaron colaborar en el conflicto que mantenía la primera con Inglaterra, permitiendo la segunda el paso de tropas francesas por su territorio, de camino a la conquista de Portugal, país aliado de la nación inglesa. El ejército extranjero, a las órdenes del general Junot, penetró en la península ibérica, pero, incumpliendo su pacto de amistad y alianza, tomó algunas ciudades de la franja septentrional y adoptó una actitud invasiva, lo que condujo a muchos españoles a comprender las verdaderas intenciones del emperador francés Napoleón Bonaparte: convertir a España en un Estado satélite, despojándolo de los miembros de su Familia Real. Entre el 17 y el 19 de marzo de 1808 se produjo en Aranjuez un motín popular, alentado por un sector de la alta sociedad partidario del Príncipe de Asturias y contrario al odiado primer ministro, Manuel Godoy. El valido cayó preso y el rey Carlos IV se vio obligado a abdicar en su hijo, que reinaría como Fernando VII y entraría en Madrid el 24 de aquel mes, un día después de la llegada a la capital de un ejército francés bajo el mando del Gran Duque de Berg, Joaquín Murat, que se instalaría en Madrid.

## El dos de mayo de 1808 en Madrid
Aquel día el pueblo de Madrid se amotinó contra los invasores franceses, en una asonada en la que participaron casi exclusivamente miembros de los estamentos populares, mientras permanecían acuarteladas las unidades del ejército español –—salvo el caso de los oficiales y soldados del Parque de Artillería de Monteleón, que ofrecieron una feroz resistencia a los franceses— y de la que se excluyeron las clases pudientes; las autoridades permanecieron en una actitud colaboracionista con los franceses, lo que irritó a los sublevados. Las clases populares madrileñas se batieron aquella mañana con armas de fortuna en las calles de la ciudad capital contra las tropas de élite de Murat, mamelucos de Egipto y coraceros, aunque tal osadía fue reprimida con extrema violencia. El motín finalizó sobre las dos de la tarde del 2 de mayo, tras haber tomado los franceses el cuartel de Monteleón, último foco de resistencia. La jornada continuó con la forzosa pacificación del vecindario, la captura de los que participaron en la rebelión o fueron sospechosos de ello, y el fusilamiento de centenares de madrileños patriotas en la madrugada del 3 de mayo. Hay autores[¿quién?] que señalan que aquel movimiento estuvo en cierto modo preparado por una conspiración en la que participaron algunos mandos militares y aristócratas —como Daoíz y Velarde, los condes de Montijo y Aranda y los duques del Infantado y de Osuna—; sin embargo, seguramente la mayor parte de los que pelearon a pie de calle lo hicieron por voluntad propia, sin seguir ningún plan premeditado, ya que desde el principio, si hubo un plan previo, este quedó superado por los acontecimientos.

## El dos de mayo en Móstoles

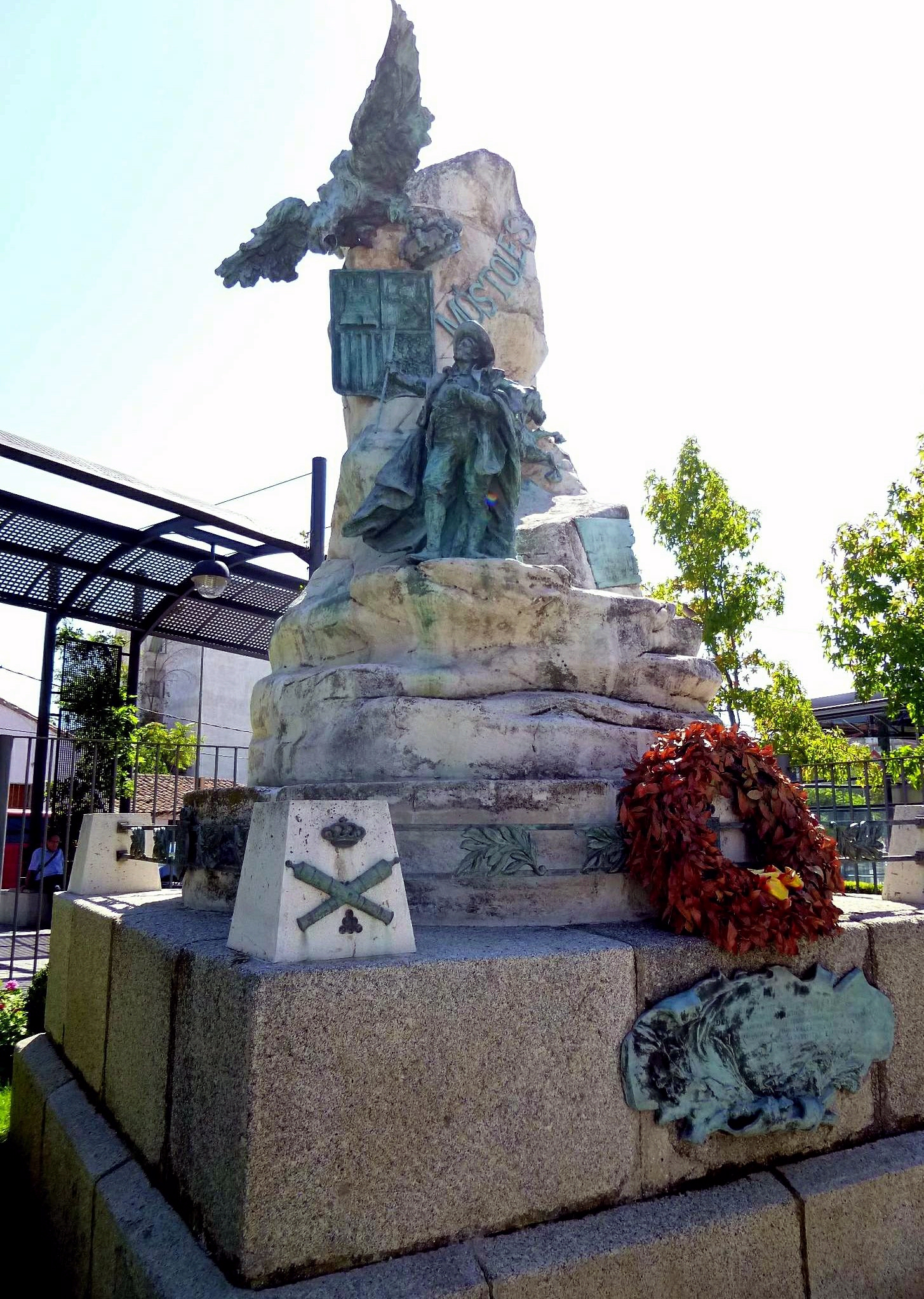

En la tarde de aquel 2 de mayo, se encontraron en la villa de Móstoles, Juan Pérez Villamil —que entonces ocupaba los altos cargos de Auditor General y secretario del Consejo del Almirantazgo y fiscal togado del Consejo de Guerra— y Esteban Fernández de León —ex Intendente del Ejército y Superintendente de todas Rentas en el distrito de la Real Audiencia y Capitanía General de Caracas—. Este último acababa de llegar de un Madrid en plena batalla y ambos se reunieron con los dos alcaldes ordinarios de la localidad, Andrés Torrejón y Simón Hernández, y les persuadieron para que firmasen una circular (conocida por la historiografía como Bando de Independencia), redactada por Villamil y dirigida a las autoridades de las poblaciones por las que habría de pasar, en la que se alertaba de lo ocurrido en Madrid, llamando al socorro armado de la capital y a la insurrección contra el invasor francés. Ambos alcaldes la rubricaron, como autoridades locales que eran, posiblemente ante el escribano del ayuntamiento, Manuel de Valle, para que el documento tuviera validez legal. El escrito decía así:

Señores justicias de los pueblos a quienes se presentare este oficio, de mi el alcalde ordinario de la villa de Mostoles.
Es notorio que los franceses apostados en las cercanías de Madrid, y dentro de la Corte, han tomado la ofensa sobre este pueblo capital y las tropas españolas; por manera que en Madrid está corriendo a estas horas mucha sangre. Somos españoles y es necesario que muramos por el rey y por la patria, armándonos contra unos perfidos que, so color de amistad y alianza, nos quieren imponer un pesado yugo, después de haberse apoderado de la augusta persona del rey. Procedan vuestras mercedes, pues, a tomar las más activas providencias para escarmentar tal perfidia, acudiendo al socorro de Madrid y demás pueblos, y alistandonos, pues no hay fuerza que prevalezca contra quien es leal y valiente, como los españoles lo son.

Dios guarde a vuestras mercedes muchos años.

Mostoles, dos de mayo de mil ochocientos y ocho.
Andrés Torrejón

Simón Hernández

El andaluz Pedro Serrano, acompañante de Fernández de León, se ofreció a llevar el parte por la carrera real de Extremadura (hoy carretera A-5) hasta Andalucía, y llegó a Badajoz dos días más tarde.
Villamil acababa de ser nombrado, en la tarde del 1 de mayo, miembro de una Junta formada por varios altos cargos de la Corona y creada secretamente para reemplazar a la Junta de Gobierno en caso de que ésta fuese deshecha por los franceses. Fernández de León pudo ser el encargado de enviar a Villamil el decreto de su nombramiento y las instrucciones secretas, al no podérselo comunicar personalmente Antonio de Escaño, otro de los miembros escogidos y responsable de avisarle. La actuación de Villamil el 2 de mayo de 1808, redactando el Bando de Independencia, obedece al hecho de que la Junta para la que acababa de ser nombrado debía, primeramente, enviar un llamamiento a la nación para formar ejércitos y romper hostilidades con los franceses, una vez confirmada las intenciones reales de Napoleón —exonerar de la Corona a los Borbones— y conseguida autorización del ya exiliado Fernando VII. Así, se entiende que Villamil materializó el célebre bando no como fruto de una improvisación impulsada por ardor patriótico, sino que fue una medida contemplada de antemano por aquellos gobernantes que, atados ya de pies y manos, trataban de planear secretamente el levantamiento contra los franceses, liderando ellos el movimiento de resistencia y sin dejarlo en manos de otras autoridades que actuasen sin coordinación y de forma descentralizada, como finalmente ocurrió. El problema fue que Villamil se precipitó al impulsar el manifiesto unilateralmente, sin que se cumpliesen varias condiciones previas —la nueva Junta no se había constituido, ni se habían reunido todos sus miembros, ni contaba aún con permiso del exiliado rey para romper hostilidades con Napoleón—. Se puede conjeturar que Villamil estimó oportuno que el manifiesto que debía enviar fuese firmado por los dos alcaldes ordinarios de Móstoles para darle forma de oficio circular y se autorizase así su despacho en posta a través del itinerario de Extremadura, cumpliendo con el reglamento de postas, que daba especial prioridad y agilidad a las comunicaciones por correo entre autoridades locales, facilitando de este modo su rápida difusión. Además, dado que Villamil no había tomado posesión oficial de su cargo al no estar deshecha la primigenia Junta de Gobierno, resulta obvio por qué eludió firmar la misiva con su propia rúbrica, cargando así la responsabilidad legal a unos humildes alcaldes de pueblo. Posiblemente, ni siquiera les informó de su comisión secreta y les persuadió para firmar el manifiesto recordándoles la obligación que, según la legislación tradicional castellana —recogida en las Siete Partidas de Alfonso X de Castilla (partida II, título XIX)—, tenían los ayuntamientos para emprender la defensa del territorio en caso de invasiones extranjeras, especialmente en el caso de faltar el rey y, como era el caso, no tener libertad sus representantes inmediatos —la Junta de Gobierno, mediatizada por Murat—. Este planteamiento defensivo, propio de la Baja Edad Media, chocó con la disciplina de una monarquía absoluta, en la que la jerarquía militar respetaba férreamente la cadena de mando; así, muchos oficiales y mandos recelaron de una comunicación patriótica dirigida por unos simples alcaldes, pues esperarían órdenes del ministro de Guerra o del infante don Antonio Pascual de Borbón, tío y regente de Fernando VII.

## Consecuencias inmediatas
Pedro Serrano llevó el Bando de Independencia hasta Badajoz, cambiando de caballo en cada casa de postas que había en el itinerario (cada 15-20 km) y enseñando el pliego a las autoridades civiles y militares de las principales poblaciones de aquel. En Navalcarnero, el alcalde mayor de la villa, Don Antonio Celedonio Lorente o su regente, a petición del mismo alcalde, remitieron, el día dos de mayo, un oficio complementario al de Móstoles, llamando a la movilización de tropas y voluntarios a auxiliar a Madrid; Gracias a sus rapidísimas disposiciones se levantó en armas Extremadura en breves días.
No queda esclarecido, sin embargo, a quién correspondió realmente la responsabilidad de despachar un posta hacia Badajoz en la tarde-noche del día 2, informando de los sucesos de la Corte, pues Ignacio Montalvo, en el oficio remitido por él el día 3, decía “No dudaran vuestras señorias que con fecha de ayer comunique a vuestras señorias la noticia que se me dio por la justicia de Mostoles…”, pero Antonio Lorente, en su reclamación de 1814, se atribuía tal mérito patriótico, y además, Pérez de la Mula, en su circular del 3 de mayo, aludía a él –no sabemos si a sabiendas o por confusión-: “Hago saver a las justicias de los pueblos de este partido que, por el señor alcalde mayor de la villa de Navalcarnero, con fecha de ayer...”). En la relación de servicios y méritos de Antonio Lorente, también de 1814, se indica, textualmente: “En el dia dos de mayo de mil ochocientos ocho con motivo de que los franceses se alzaron en Madrid, [Antonio Lorente] comunicó la noticia de este suceso a Badajoz y Sevilla, dirigiéndola con posta, a fin de que concurriesen a la defensa de la patria, y se executase un armamento general, llevando el pliego abierto para que las justicias del tránsito se enterasen de ello, y si habia tropas marchasen a socorrer la capital, y diesen aviso a los pueblos inmediatos, que produxo tan buen efecto que toda la Extremadura se armó en breves dias”. Tampoco se conserva el bando original despachado en Navalcarnero, pero seguramente contendría un texto similar a lo referido en el testimonio del escribano de Talavera de la Reina, en 1814, según el cual el pliego indicaba “…que en la corte de Madrid las tropas españolas y el paisanaje se estaban batiendo con los franceses, y que se acudiese al socorro…”;
Don Antonio Lorente, como alcalde mayor de la villa real de Navalcarnero y su regente de alcalde despacharon además varios oficios entre el día tres y el cuatro, habiendo recibido órdenes del Gobierno central, ambos tuvieron que contradecirse, comunicando que Madrid estaba en calma y no hacía falta acudir a socorrerla. Estos bandos y proclamas no hacen sino demostrar que, efectivamente, el Gobierno central español estaba muy condicionado por el intervencionismo del general francés Murat, y pretendía contener cualquier movimiento insurreccional.

De ello da fe el oficio remitido, en la tarde del 3 de mayo por el regente del alcalde mayor de Navalcarnero, Ignacio Montalvo, a las justicias y autoridades militares de las localidades situadas en el camino Real de Extremadura . Sin duda Montalvo habría recibido aquel día la orden del secretario del Despacho de Guerra, y obedeciendo a ella expediría dicho oficio. Asimismo, el alcalde mayor de aquella villa de Navalcarnero,  Don Antonio Lorente, despachó el día 4 otro oficio, también con destino a las autoridades civiles y militares de los pueblos aludidos, confirmando la orden superior de mantener la tranquilidad y el orden.
Oficio dirigido por el regente del alcalde mayor de Navalcarnero, Ignacio Montalvo, a las justicias y autoridades militares de las localidades situadas en el camino Real de Extremadura (3 de mayo de 1808):
“Señores justicias y gefes militares de los pueblos y tropas del Real camino de Talavera. No dudaran vuestras señorías que con fecha de ayer comunique a vuestras señorías la noticia que se me dio por la justicia de Mostoles, de haverse originado entre el pueblo de Madrid y las tropas francesas un alboroto y combate que hacían suponer, y que me prevenian tomase todas las medidas de precaucion para la defensa de la patria; entre
ellas adopte la de avisar a las tropas de esa carrera para que se arrimaran a este pueblo; como a Dios gracias se halla aquietado todo, se lo aviso a vuestras señorías, para que no sufran esta molestia, y solo estén a las órdenes que reciban del Gobierno, en el seguro de que a ocurrir novedad contraria la espedire a vuestras señorías. Dios guarde a vuestras señorías muchos años. 

Navalcarnero, y el 3 de mayo de 1808. Como regente, Don Ignacio Montalvo”
Oficio dirigido por el alcalde mayor de Navalcarnero, Antonio Lorente, con destino a las autoridades civiles y militares de las localidades situadas en el camino Real de Extremadura (4 de mayo de 1808):
“Señores xusticias de la carrera de Talavera y xefes militares de ella. Creo que ayer recibirian vuestras señorías un oficio firmado por Don Ignacio Montalvo, rejente de esta jurisdicción, por estar yo ocupado en otras diligencias del Real Servicio; el que se dirijio por un expreso, a fin de noticiar a vuestras señorías, como por las savias disposiciones del Gobierno se había ya sosegado el alboroto ocurrido en Madrid entre el paisanaje y tropas francesas; por lo tanto repito a vuestras señorías el contenido de aquel, asegurandoles que Madrid sigue en la maior tranquilidad, y por tanto (si es que no tienen vuestras señorías órdenes en contrario por el Gobierno), sirvanse vuestras señorías suspender el movimiento de tropas y paisanaje. Dios guarde a vuestras señorías muchos años.

Navalcarnero, y el 4 de mayo de 1808. Antonio Lorente”
En Talavera de la Reina, el oficial Carlos Reding[cita requerida] movilizó el regimiento de Suizos que comandaba y otros dos más que estaban acuartelados en la villa, además de alentar al teniente de corregidor, Pedro Pérez de la Mula, quien organizó un alistamiento de voluntarios en la ciudad y en toda la comarca, para que, junto con dichos regimientos, marchasen a la capital a auxiliar a sus habitantes. En Trujillo, el corregidor Antonio Martín hizo algo similar, alarmando a 82 pueblos de su partido; la misma actuación tuvo el corregidor de Plasencia, las autoridades de Alcántara,  el ayuntamiento de Cáceres y el de Ciudad Rodrigo. En Badajoz, el capitán general interino de Extremadura, Toribio Grajera de Vargas, III conde de la Torre del Fresno, recibió a Pedro Serrano el 4 de mayo y reunido con el capitán general de Andalucía, Francisco Solano, II marqués del Socorro, decidió enviar a un oficial, el célebre músico Federico Moretti, a comunicar lo ocurrido en Madrid y la actitud de los franceses al titular de la capitanía general de Extremadura, Juan Carrafa, que se hallaba en Lisboa al mando de las tropas españolas que habían colaborado con el ejército francés a al invasión de Portugal. Después se reunieron ambos capitanes con otras autoridades civiles y militares de la ciudad y, cuestionando lo comunicado por el bando de los alcaldes de Móstoles y la justicia de Navalcarnero, acordaron por el momento enviar otros emisarios para comunicar la noticia y examinar mejor la situación: a Madrid se despachó en posta a dos oficiales para tratar con el ministro de la Guerra, Gonzalo O'Farril —quien rechazaría cualquier intento insurreccional a pesar de los planes secretos de sublevación— y averiguar las intenciones del regente, el infante don Antonio —quien partió hacia Bayona el 4 de mayo—; a Sevilla y Cádiz se envió a un capitán de milicias urbanas, Francisco Gómez Barreda. El día 5 el conde de la Torre del Fresno, más decidido que Solano, decretó un alistamiento de voluntarios para aumentar los efectivos de los regimientos de la provincia de Extremadura y prepararse así para posibles acciones bélicas, pero al siguiente día recibió las órdenes de O’Farril, del Consejo de Castilla y de Murat —que había reemplazado en la presidencia de la Junta de Gobierno al infante don Antonio—, por lo que hubo de suspender los movimientos emprendidos, al igual que debieron hacer las demás autoridades alarmadas por el bando de los alcaldes de Móstoles, cuyo efecto duradero fue un estado de inquietud y alarma, que causó tumultos y algaradas populares, especialmente en Badajoz y en Sevilla, cuyos gobernantes se afanaron en los días siguientes por pacificar a los más exaltados. La noticia de la matanza de Madrid se extendió así, vía circular de los alcaldes de Móstoles, por Extremadura y Andalucía, pero las proclamas difundidas llamando a la paz, a la tranquilidad y al orden abortaron a los pocos días los primeros preparativos para la resistencia. El verdadero detonante que provocó la reacción en cadena que llevó al levantamiento general fue la noticia, difundida en la segunda quincena de mayo de 1808, de que en Bayona los Borbones habían abdicado a favor de Napoleón; ante el temor de que el emperador francés se hiciese con el trono español y sometiese a sus vasallos a la tiranía extranjera, se formaron con gran rapidez multitud de Juntas provinciales que se autoproclamaron Supremas y que asumieron la soberanía, organizando a toda velocidad la resistencia patriótica.
En definitiva[cita requerida], el bando de los alcaldes de Móstoles fracasó por su precipitación y porque, aunque fue fruto de los planes secretos de levantamiento que se estaban gestando en el seno de la Corte, las autoridades civiles y militares no le concedieron suficiente crédito al proceder de poderes ilegítimos para llamar a la guerra, y además la extrema cautela de las máximas instituciones de la monarquía dieron al traste con su liderazgo al contradecirse, obligadas por Murat, a llamar al orden y sosiego públicos.
Cabe señalar que el conde de la Torre del Fresno escribió el mismo 4 de mayo al ministro de Guerra, O'Farril, a través de uno de los oficiales que envió en posta a su presencia; le comunicó haber tenido noticia del alboroto del día 2 en la capital y le adjuntó una copia del bando de los Alcaldes de Móstoles. Seguramente los franceses interceptaron el mensaje y por esta razón Murat llamó a su presencia a los alcaldes mostoleños, a quienes hizo prisioneros. Fueron acusados y condenados a pena capital por haber hecho circular el bando, considerado un libelo contra los franceses, aunque éstos se defendieron desentendiéndose de la responsabilidad del manifiesto y cargándosela a «un hombre, no conocido, que se apareció con tropa en Mostoles la tarde del 2 de mayo», refiriéndose seguramente a Esteban Fernández de León, quien les habría obligado a firmarla; gracias a este argumento y al pago de una cuantiosa fianza —más de 30 000 reales— los mostoleños se libraron de ser ejecutados.

## El mito popular y la trascendencia real del bando de Móstoles[citarequerida]
Hemos[¿quién?] de llamar la atención sobre que los sucesos ocurridos en Móstoles el 2 de mayo de 1808, la forma en que se gestó y difundió el Bando de Independencia y las responsabilidades sobre él, no han podido ser conocidos con rigor hasta tiempos recientes, y se han formado versiones incorrectas que han quedado plasmadas durante dos siglos en las crónicas y libros de Historia.

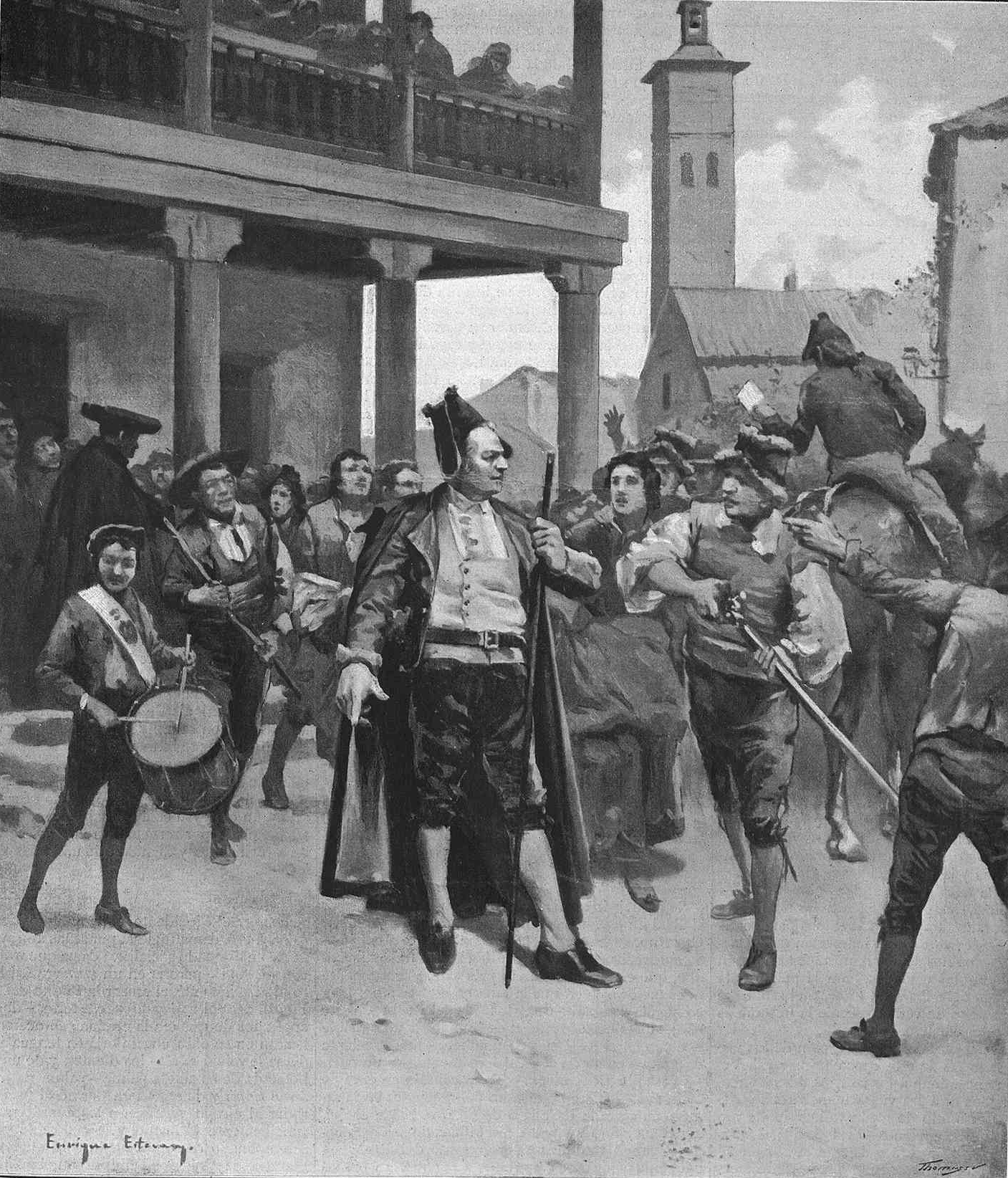
«El alcalde de Móstoles, episodio de la guerra de la Independencia». Dibujo de Enrique Estevan.

Ya en los primeros meses de la Guerra de la Independencia se popularizó la figura del Alcalde de Móstoles —en singular y no en plural, porque enseguida se difundió por todo el país el rumor de que la célebre proclama despachada en Móstoles no iba firmada por los dos alcaldes, sino por uno solo—; lo que demuestran algunas referencias en documentos institucionales y también varios escritos anónimos, firmados con ese seudónimo, que un agitador dirigió a varias autoridades para expresar soflamas patrióticas. En el Cádiz de las Cortes la división política de los patriotas, entre liberales y serviles (absolutistas) se manifestó también en el modo en el que unos y otros interpretaban el papel del alcalde de Móstoles: los primeros creían firmemente en el mito de un humilde alcalde de monterilla que, en un acto que encarnaba la soberanía nacional —principio que ellos defendían—, y ante el vacío de poder, tomó la iniciativa hacer que circulara un comunicado por media España, llamando a sus compatriotas al levantamiento contra los franceses, lo que para muchos era en toda regla una declaración de guerra a Napoléon; los segundos preferían interpretar, con más acierto, que detrás de aquella iniciativa estuvo uno de los suyos, Juan Pérez Villamil, aunque le cargaron con todo el protagonismo, llegando a aseverar que el célebre bando no sólo era de su puño y letra, sino que además lo había firmado bajo el seudónimo de El Alcalde de Móstoles. Así comenzó a utilizarse el mito con distintos intereses políticos.
En la década de 1830 las distintas interpretaciones se legitimaron en unas crónicas sobre la Guerra de la Independencia, promovidas desde la propia élite política: la versión absolutista la apoyó el conde de Fabraquer, secretario y consejero real, en la obra oficial que publicó poco antes de fallecer el rey Fernando VII (Historia política y militar de la guerra de Independencia contra Napoleón Bonaparte desde 1808 hasta 1814); en ese contexto político, aún reinando aquel, era más apropiado dar a conocer la versión en la que Villamil se llevaba el protagonismo. El conde de Toreno, un político liberal de tendencia moderada o conservadora, que aún entonces se hallaba en el exilio en Francia, escribió su propia crónica sobre la guerra (Historia del levantamiento, guerra y revolución de España), que había vivido, y en ella optaba por compartir la responsabilidad del bando a Villamil y al alcalde mostoleño, lo cual se debe, a nuestro juicio, a la ideología política de este autor, que prefirió conciliar la versión liberal y la absolutista del mito; su obra se vio publicada en 1835, cuando había regresado a España y era presidente del Consejo de Ministros en la regencia de María Cristina, habiéndose iniciado reformas para consolidar la monarquía constitucional. Toda la bibliografía posterior en la que se menciona la gesta del alcalde de Móstoles tomó como referencia las obras del conde de Fabraquer y la del conde de Toreno, debido a su gran trascendencia historiográfica; de todos modos las versiones que más éxito alcanzaron fueron la liberal —dado que finalmente se arraigó el principio de la soberanía nacional y con él la faceta revolucionaria del bando del alcalde mostoleño— y la moderada de Toreno, pues la versión absolutista fue menos aceptada. Aun así, la gesta no se contaba con mayor detalle ni tampoco se identificaba con nombre y apellidos al Alcalde de Móstoles, porque no fue hasta el último cuarto del siglo XIX cuando los propios mostoleños empezaron a divulgar su versión local. La iniciativa creemos que surgió de Mariano Torrejón Rodríguez, secretario del ayuntamiento mostoleño en la segunda mitad del siglo XIX, pues se erigió en portavoz de la tradición local, impulsando una exégesis nutrida de fabulaciones y rumores confusos, mezclados con datos investigados con rigor en archivos y mediante testimonios de personas que vivieron la Guerra de la Independencia; en esta versión se otorgaba el mérito en exclusiva al alcalde Andrés Torrejón —seguramente por interés de su pariente, el citado Mariano Torrejón—, lo que hizo que la historiografía general de España y la iconografía popular le tuvieran durante muchas décadas por el protagonista indiscutible de la gesta heroica del Dos de mayo de 1808 en Móstoles y le elevase a la tribuna de héroes nacionales. De un plumazo, desapareció de la exégesis de aquel episodio Esteban Fernández de León —quien, precisamente, fue el que nos legó el relato verdadero de lo que sucedió aquel aciago día en Móstoles y posteriores—; Villamil quedó relegado a un segundo plano, al papel de mero inspirador de la idea de difundir la noticia de la masacre de Madrid —aun cuando en realidad fue el autor intelectual y material del bando—; y el otro alcalde, Simón Hernández, también fue relegado a un papel irrisorio: el de simple testigo. Asimismo, la tradición también atribuyó erróneamente el mérito de portar la misiva camino de Badajoz al postillón mostoleño Antonio Hernández, hijo del alcalde Simón, aun cuando la intervención de este se debió de limitar a acompañar a Pedro Serrano, como postillón que era, hasta la casa de postas de Navalcarnero. Juan Ocaña, otro erudito local que apelaba a la tradición local, colocaba al escribano numerario y del concejo, Estanislao Ovejero, como redactor del Bando de Independencia auténtico, aun cuando sabemos que esto lo hizo Villamil y que, de tener alguna intervención alguno de los dos escribanos del concejo, debió de ser su colega Manuel de Valle, confirmando con su fe notarial la legalidad y validez jurídica del acto. Igualmente, la tradición situó al joven sacerdote natural de la localidad, Fausto Fraile, como portador de la noticia de la asonada de Madrid, punto que no se puede descartar al no haberse podido corroborar ni desmentir.
Esta versión tradicional, en la que además se situaba la acción de los hechos en una reunión del vecindario mostoleño en concejo abierto, exaltado por la masacre cometida contra sus paisanos madrileños, y por tanto deseoso de acudir en su auxilio, tuvo gran difusión gracias a la obra de teatro compuesta por el escritor Juan Ocaña Prados, El grito de Independencia o Móstoles en 1808, y que fue estrenada en 1883; dicho drama recogía la exégesis de los hechos —la impulsada por Mariano Torrejón y que se impondría definitivamente— que en aquel momento se había popularizado en un Móstoles que desconocía lo que realmente pasó el 2 de mayo de 1808 en su suelo.
Es factible que algunos mostoleños se reuniesen alborotados aquel día y hubiese partidarios de acudir al socorro de Madrid, y que incluso los alcaldes, a instancias de Villamil, convocasen un concejo abierto donde se resolviese tomar medidas prácticas para acudir a la defensa de la capital, como el alistamiento de voluntarios y el acopio de armas, caballerías y víveres —aunque éstos no llegarían a ser movilizados al fracasar, en los días subsiguientes, el movimiento militar que se pretendía provocar—, pero creemos[¿quién?] que esta reunión no influyó en la redacción y difusión del Bando de Independencia, lo que debió de suceder en un entorno más discreto, en una reunión cerrada en la que participarían Villamil, Fernández de León con sus acompañantes, los alcaldes y el escribano mostoleños. De hecho, la confusión sobre el protagonismo exclusivo de Andrés Torrejón y la incorrecta asignación de méritos y responsabilidades sobre el parte, es prueba de que el vecindario mostoleño no debió de ver con sus propios ojos cómo este era escrito, firmado y cómo salía de la villa rumbo a Extremadura. Tampoco debió de tener noticias del posterior proceso judicial a los alcaldes o a qué se debió éste. La memoria colectiva parece que, olvidándose de la movilización que fracasó en los días subsiguientes a la gesta del Dos de Mayo, y teniendo en cuenta que lo que adquirió trascendencia histórica fue el Bando de Independencia, así como el mito popular surgido en torno a la figura del Alcalde de Móstoles, mezcló los hechos que nosotros nos empeñamos en diferenciar, considerando que la materialización de la célebre proclama fue consecuencia de la reunión pública de los mostoleños; así se unificaba todo en una escena única, mucho más atractiva para la escenificación teatral y también más apropiada para el carácter chovinista de la exégesis definitiva, haciendo partícipe a todo el pueblo de Móstoles de la gloria atribuida a su alcalde.

Investigaciones novedosas han ido arrojando luz en el siglo XX al asunto, pudiéndose reconstruir con rigor lo que realmente ocurrió el 2 de mayo de 1808 en Móstoles. También se ha descubierto el verdadero contenido del Bando de Independencia, pues hasta 1908 la versión oficial aseveraba que el parte decía:
«La patria está en peligro. Madrid perece víctima de la perfidia francesa. Españoles, acudid a salvarle. 2 de mayo de 1808. El Alcalde de Móstoles». 
Aún hoy esta proclama sigue difundiéndose en crónicas y textos sobre la Historia española. Se publicó por primera vez[cita requerida] en una obra del político liberal asturiano Álvaro Flórez Estrada, Introducción para la Historia de la revolución de España, publicada en Londres en 1810. Se ignora la fuente que utilizó Flórez Estrada, pero sospechamos que el contenido aproximado del texto pudo habérselo referido, durante su estancia como refugiado en Sevilla y Cádiz, el propio Esteban Fernández de León, promotor y testigo del bando de los alcaldes mostoleños, o por alguna otra autoridad que lo tuvo en sus manos en los días posteriores al 2 de mayo de 1808; en cualquier caso, nadie recordaba el texto exacto de la proclama, por lo que unos u otros sólo pudieron ofrecer al liberal asturiano una síntesis escueta, pero a la vez eficaz y revolucionaria, del mensaje que difundieron los alcaldes de Móstoles. Esta proclama apócrifa, debido a su brevedad y el dramatismo que desprende, fue tomada por la auténtica por la sociedad y la historiografía española durante mucho tiempo.
La tradición y la mitología popular han tildado a los alcaldes de paladines de la libertad, de héroes, y de todos aquellos adjetivos posibles para definir lo que se espera de unos personajes históricos cuyo bando provocó el levantamiento de Extremadura y Andalucía contra los franceses. Sin embargo, con la documentación que nos ha llegado a la actualidad y un análisis objetivo y riguroso de hechos y las pruebas existentes, no parece[cita requerida] otra cosa que ambos alcaldes fueron instrumentos de Villamil y Fernández de León en sus planes para asegurar la continuidad de la Corona española en la dinastía Borbón, y por tanto en ningún caso promotores ni responsables del bando. Además, su ardiente patriotismo se desmiente al conocer cómo se desentendieron de la responsabilidad de la proclama cuando fueron llevados presos ante Murat y amenazados con pena de muerte, por sediciosos; también por la opinión que manifestaba Villamil en su folleto de agosto de 1808, en la que, leyendo entre líneas, parece reprochar la actitud pasiva de Andrés y Simón, viéndose él mismo a redactar la proclama y a presionarles para firmarla.
A pesar de estos matices y aclaraciones, se ha de reconocer el mérito a los personajes del Dos de Mayo en Móstoles. El bando de los alcaldes de Móstoles —que ellos firmaron voluntariamente y suponemos que plenamente conscientes de los riesgos que conllevaba rubricarlo— acabaría siendo el detonante que puso en marcha una rapidísima difusión de las noticias de lo acaecido en Madrid y por tanto la chispa que encendió la mecha que acabaría por hacer estallar la Guerra de la Independencia. Ello constituye su principal aportación en términos históricos, pues actuó como instigador, de hecho, de una reacción creciente frente a Francia; ello, con independencia de su intencionalidad o de que fuera la casualidad la que hizo que partiera de Móstoles. El bando se convirtió, de facto, en el transmisor de la información que permitiría a las autoridades iniciar la organización de tropas, tanto regulares como de milicianos voluntarios, dispuestas a ir a Madrid y colaborar en la defensa del país. Sin la acción de Fernández de León, Villamil, los alcaldes mostoleños y Pedro Serrano, el 2 de mayo madrileño seguramente hubiese acabado siendo otro motín, sin mayor trascendencia, puesto que había sido reprimido en apenas unas horas por las autoridades franco-españolas.
Por tanto, la responsabilidad real de los alcaldes fue la de secundar la proposición de Fernández de León y Villamil, lo cual también es meritorio teniendo en cuenta la enorme responsabilidad con la que cargaron —pudiendo sufrir represalias por parte de las autoridades militares francesas—, la reacción inmediata que provocaría la proclama del aristócrata y su trascendencia histórica posterior. De hecho, este episodio es el más conocido de la Historia de Móstoles y por tanto el más difundido, exaltado y glorificado, por su repercusión directa en el devenir de la Historia contemporánea española.